# Trichadenia sasae
Trichadenia sasae är en tvåhjärtbladig växtart som beskrevs av W.N.Takeuchi. Trichadenia sasae ingår i släktet Trichadenia och familjen Achariaceae. Inga underarter finns listade i Catalogue of Life.